# Fourdrinoy
Fourdrinoy – miejscowość i gmina we Francji, w regionie Hauts-de-France, w departamencie Somma.
Według danych na rok 1990 gminę zamieszkiwały 334 osoby, a gęstość zaludnienia wynosiła 37 osób/km² (wśród 2293 gmin Pikardii Fourdrinoy plasuje się na 666. miejscu pod względem liczby ludności, natomiast pod względem powierzchni na miejscu 528.).